# Mirosław Orzechowski

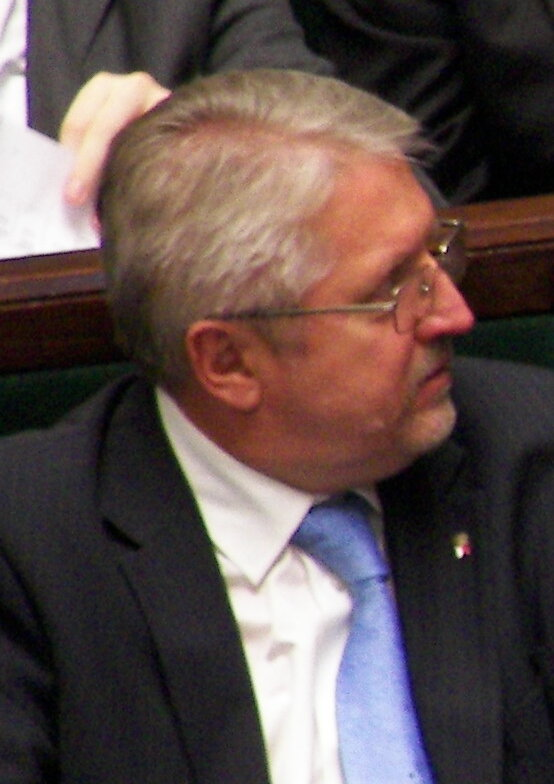
Mirosław Orzechowski (2007)

Mirosław Orzechowski (* 28. September 1957 in Łódź) ist ein polnischer Politiker (ZChN, PP, LPR), Publizist und Journalist. Er war von 2006 bis 2007 Abgeordneter des Sejm in der V. Legislaturperiode sowie 2006/07 auch stellvertretender Bildungsminister.

## Leben und Beruf
Orzechowski ist Absolvent des Theologischen Instituts in Łódź, der Staatlichen Leon-Schiller-Hochschule für Film, Fernsehen und Theater in Łódź und der Fakultät für Journalistik und Politikwissenschaften der Universität Warschau.
Aus seiner Feder stammen die Drehbücher für Dziecko Szczęścia (deutsch Glückskind) und Księga Wielkich Życzeń (deutsch Buch der großen Wünsche). Orzechowski gründete die katholische soziokulturelle Monatszeitung Aspekt Polski. Er ist Mitglied des Katholischen Journalistenverbandes, Gründer und Vorsitzender des Katholischen Klubs Heiliger Wojciech, Mitgründer und Vorsitzender der Gesellschaft Wspólnota Łódzka (deutsch Lodscher Gemeinschaft) sowie Initiator des Łódzki Dom Wydawniczy (deutsch Lodscher Verlagshaus). Am 14. Juli 2009 wurde ihm von einem Gericht in Lodz eine Strafe von 5000 Złoty und ein dreijähriges Fahrverbot verhängt, da er mit 2,2 Promille Alkohol im Blut einen Autounfall verursacht hatte.

## Politik
Von 1994 bis 2006 war Orzechowski, der zunächst der Zjednoczenie Chrześcijańsko-Narodowe und dann der Przymierze Prawicy angehört hatte, Stadtrat in Łódź und von 2002, als er für die Liga Polskich Rodzin (LPR) in den Stadtrat von Łódź gewählt worden war, bis 2006 stellvertretender Stadtpräsident. Bei der  Parlamentswahl 2005 kandidierte er zunächst erfolglos im Wahlkreis Łódź. Im April 2006 rückte er für Ewa Sowińska, die zur neuen Beauftragten für Kinderrechte ernannt worden war, in den Sejm nach. Vom 10. Mai 2006 bis zum 13. August 2007 arbeitete Orzechowski als Staatssekretär im Ministerium für Bildung. Bei den Selbstverwaltungswahlen 2006 kandidierte er für die LPR als Stadtpräsident von Łódź, verpasste mit nur 1,7 % der Stimmen aber den Einzug in die Stichwahl. Im Dezember 2006 wurde er zudem LPR-Fraktionsvorsitzender im Sejm. Bei der Parlamentswahl 2007 scheiterte die LPR mit nur noch 1,3 % der Stimmen an der 5-%-Hürde und Orzechowski schied aus dem Sejm aus. 2008 kandidierte er im Wahlkreis Krosno bei einer Nachwahl, die durch den Tod des Senators Andrzej Mazurkiewicz notwendig geworden war, zum Senat der Republik Polen erfolglos für die LPR. Wegen seiner alkoholbedingte Verurteilung musste er am 6. März 2009 von der von ihm nach dem Rücktritt von Sylwester Chruszcz am 25. Oktober 2008 übernommenen Funktion des amtierenden Vorsitzenden der LPR zurücktreten. Später hatte er erneut diese Funktion bekleidet, bevor Witold Bałażak im Oktober 2009 zum Vorsitzenden der LPR auserwählt wurde. Bei den Selbstverwaltungswahlen 2014 kandidierte er für das Wahlkomitee „Razem Jarosława Brózdy“, das jedoch kein Mandat errang, zum Rat des Powiat Bełchatowski.

## Umstrittene Äußerungen
Orzechowski hält die Entstehungstheorie von Charles Darwin für falsch, weshalb er forderte, in den Schulen den Kreationismus zu unterrichten. Daraufhin forderten 1135 polnische Wissenschaftler seine Absetzung als Vizeminister. Orzechowski machte außerdem feindliche Äußerungen gegenüber Homosexuellen. 2007 forderte er ein Gesetz, das die „Propagierung von Homosexualität“ in Schulen verbieten und unter anderem zur Entlassung von Lehrern führen sollte, die sich als schwul oder lesbisch outen. Als Gegenbewegung gründete sich der Internetdienst www.nauczyciel-gej.pl.tp, mit der sich www.schwulelehrer.de solidarisiert.
Am 9. Juni 2008 gab Orzechowski in seinem Weblog bekannt, an den polnischen Staatspräsidenten Lech Kaczynski einen Brief geschrieben zu haben, damit dieser Polen, die z. B. in deutschen Fußballmannschaften spielen, die polnische Staatsbürgerschaft aberkennt.